# ファストトラベル
ファストトラベル（Fast travel、直訳は高速旅行）は、多くのビデオゲーム、特にオープンワールド作品で用いられるゲームメカニクス（ゲームの仕組み）であり、プレイヤーキャラクターが既に発見した2つの地点の間を実際に歩いたり乗り物で移動することなく、瞬間移動するというもの。いわゆるワープやテレポートの一種である。
代表的な例として、ドラゴンクエストシリーズの『ルーラ』や、Dark Soulsシリーズの『篝火』などがある。

## 特徴
ファストトラベルは多くの場合、 世界地図や乗り物やセーブポイント／チェックポイントなどを調べた際に表示される、ゲーム内のメニューから実行される。プレイヤーはファストトラベルを行うと、ある場所から別の場所に瞬く間に移動するが、時にはあたかも目的地まで徒歩や乗り物などで移動したかのように、ファストトラベル後にゲーム内の適切な時間が経過していることもある。この際はキャラクターの徒歩や乗り物などによる移動を仄めかす描写が入る場合がある。
この仕組みは、広いゲーム世界全体を横断するために用いられる事が多いが、ステージ内部といった限られた空間の横断にも使われる事がある。ファストトラベルはプレイヤーに利便性を提供する手段として用いられているが、一部のゲーム世界やクエスト／ミッションにおいては、深みや想起性や現実味を犠牲にして組み込むように設計されているため、趣を損なうと批判されている。
多くのゲームでは制限なくファストトラベルが行えるが、一部のゲームにおいては、テントや魔法のお守りといった購入可能なアイテムや一定量のマジックポイントを必要条件とする事で、ファストトラベルの利用および回数に制限をかけている。
通常よりも高速で移動できる馬や車や飛行機は世界中を瞬時に移動することはできないが、ファストトラベルの部分的な代替手段としてよく用いられる。 

## 評価
GameCrateのダグ・エールは、ファストトラベルを「大衆にアピールする」ゲームを作り、「予定が詰まっている」プレイヤーを助ける「途方もない便利さ」と呼んだが、プレイヤーがより良い体験のために使わないことを提案した。
「Rock, Paper, Shotgun」のブレンダン・コールドウェルは、ファストトラベルを嫌っていると表明し、ファストトラベルをオフにできるMODをダウンロードした後、 『The Elder Scrolls V: Skyrim』をもっと楽しんだと述べた。彼は旅の概念と感情をより想起させるために歩き回るように設計された『Dark Souls』を引用して、「ファストトラベルは全ての距離感覚を取り除く」と述べ、あらゆる退屈さを取り除くことはまた「真の探求」の感覚も取り除くと述べた。どこにでも徒歩で移動しなければならないならばプレイヤーがひどく退屈するだろうという主張に対し、それがゲームデザイナーが世界を歩き回るのを面白くすることを余儀なくされるだろうと述べた。 
Kotakuのパトリシア・ヘルナンデスは、ファストトラベルを使わずに『Fallout 4』をプレイすると、ゲーム体験が「完全に変わった」と述べた。同様に、カーク・ハミルトンは『ゼルダの伝説 ブレス オブ ザ ワイルド』でのファストトラベルを少なくすることを提案した。 
開発者がゲームの世界を広大なものに感じさせたかったため、『World of Warcraft』にはファストトラベルは実装されておらず、プレイヤーはマウント（ビデオゲームにおける馬などの乗れる生き物のこと）の利用に制限されている。ただし、ファストトラベルと同様の狙いを持つポータルがある。

## 関連リンク
- ワープ（ゲーム）（英語版）